# Meddrag
Et meddrag (også kaldet med eller medekrog) er et værktøj, der anvendes til optrækning af linjer på planker (til laftebygninger – bulhuse), der skal kanthugges – tilpasses hverandre, så huset bliver tæt – altså netop en form for stregmål, der i hvert fald har været anvendt af norske tømrere og husbyggere (hvad enten de var fagfolk eller ikke).

## Udformning
Et sådant værktøj er set hos tømrer John Kunze i Snesere, og er afbildet i Tømrer- og Bygningssnedkerarbejde (1940), hos Visted og Stigum (1971) og i NORM (endnu ikke publiceret). I Universitets Oldsaksamling i Oslo er udstillet et sådant T‑formet værktøj, bestående af et skaft af rundjern, tilsyneladende tilspidset mod enden. Det tværstillede hoved er kløftet i begge ender. Kløftene er af uens bredde. Forklaringen lyder lakonisk at det er et værktøj til brug ved tilhugning af planker til laftebygninger, og den engelske oversættelse er stregmål (gauge). 

## Brug
Ved tilpasning af plankerne (lafterne) lægges de over hinanden, og med'et trækkes (drages) langs den underste mens spidsen ridser i den øverste. Det samme gentages på den anden side hvorefter planken vendes og der hugges rent med øksen, idet der dannes et v-formet spor, der gør væggen tæt. Siden fyldes sporet med mos for at tætne yderligere. I forbindelse med meddraget anvendes en meddraghøvl, der mest af alt minder om en stor båndkniv.